# گوآهاتی
شهر گواهاتی (انگلیسی: Guwahati, هندی: गुवाहाटी) با جمعیت ۹۵۷٬۳۵۲ نفر در ایالت آسام در کشور هند واقع شده است. بزرگ‌ترین شهر هند در ایالت آسام است و همچنین بزرگ‌ترین منطقه شهری در شمال شرق هند است. یکی از بزرگ‌ترین شهرهای بندر رودخانه و یکی از سریعترین شهرهای رو به رشد در هند، گواهاتی در جنوب رود براهماپوترا واقع شده است.
گواهاتی یکی از بزرگ‌ترین و پرجمعیت‌ترین شهرهای ایالت آسام در شمال‌شرق هند است. این شهر که در کرانهٔ جنوبی رودخانهٔ براهماپوترا قرار دارد، به‌عنوان دروازهٔ اصلی ورود به منطقهٔ شمال‌شرق هند شناخته می‌شود. گواهاتی از نظر جغرافیایی در منطقه‌ای تپه‌ای و سرسبز جای گرفته و از دیرباز به‌دلیل موقعیت راهبردی‌اش نقش مهمی در ترابری، تجارت، فرهنگ و سیاست منطقه داشته است.
گواهاتی یکی از کهن‌ترین شهرهای هند نیز به‌شمار می‌رود. در منابع باستانی، این شهر با نام‌های مختلفی چون «پراگ‌جوتیش‌پور» یاد شده و ریشه در تمدن‌ها و پادشاهی‌های باستانی دارد. معابد باستانی متعددی در این شهر قرار دارد که از میان آن‌ها معبد کاماخیا – یکی از مهم‌ترین مراکز پرستش الاههٔ شاکتی – شهرتی فراوان دارد و هر سال هزاران زائر و گردشگر را به خود جذب می‌کند.
گواهاتی مرکز اقتصادی، آموزشی و فرهنگی آسام است. دانشگاه گواهاتی و چندین مؤسسهٔ آموزش عالی معتبر در این شهر واقع‌اند. همچنین، این شهر دارای فرودگاه بین‌المللی «لوک‌پریا گوپیناث بوردلوی» و ایستگاه‌های راه‌آهن و جاده‌ای پررفت‌وآمد است که آن را به دیگر نقاط هند متصل می‌کند. از نظر اقتصادی، گواهاتی به‌دلیل نزدیکی به منابع طبیعی و پیوند با بازارهای بزرگ هند، نقشی کلیدی در بازرگانی ایفا می‌کند.
آب‌وهوای گواهاتی نیمه‌گرمسیری مرطوب است و بارندگی‌های موسمی شدید، به‌ویژه در فصل باران‌های موسمی، در این شهر بسیار رایج است. این شرایط اقلیمی، پوشش گیاهی انبوه و سرسبزی خاصی به منطقه بخشیده است. با این حال، شهر با چالش‌هایی چون رشد بی‌رویه، ترافیک سنگین، و تهدیدات زیست‌محیطی نیز مواجه است. در مجموع، گواهاتی شهری است با پیوندی ریشه‌دار با گذشتهٔ فرهنگی و مذهبی هند، که در دوران کنونی نیز نقشی محوری در توسعهٔ منطقه‌ای ایفا می‌کند.

## نگارخانه

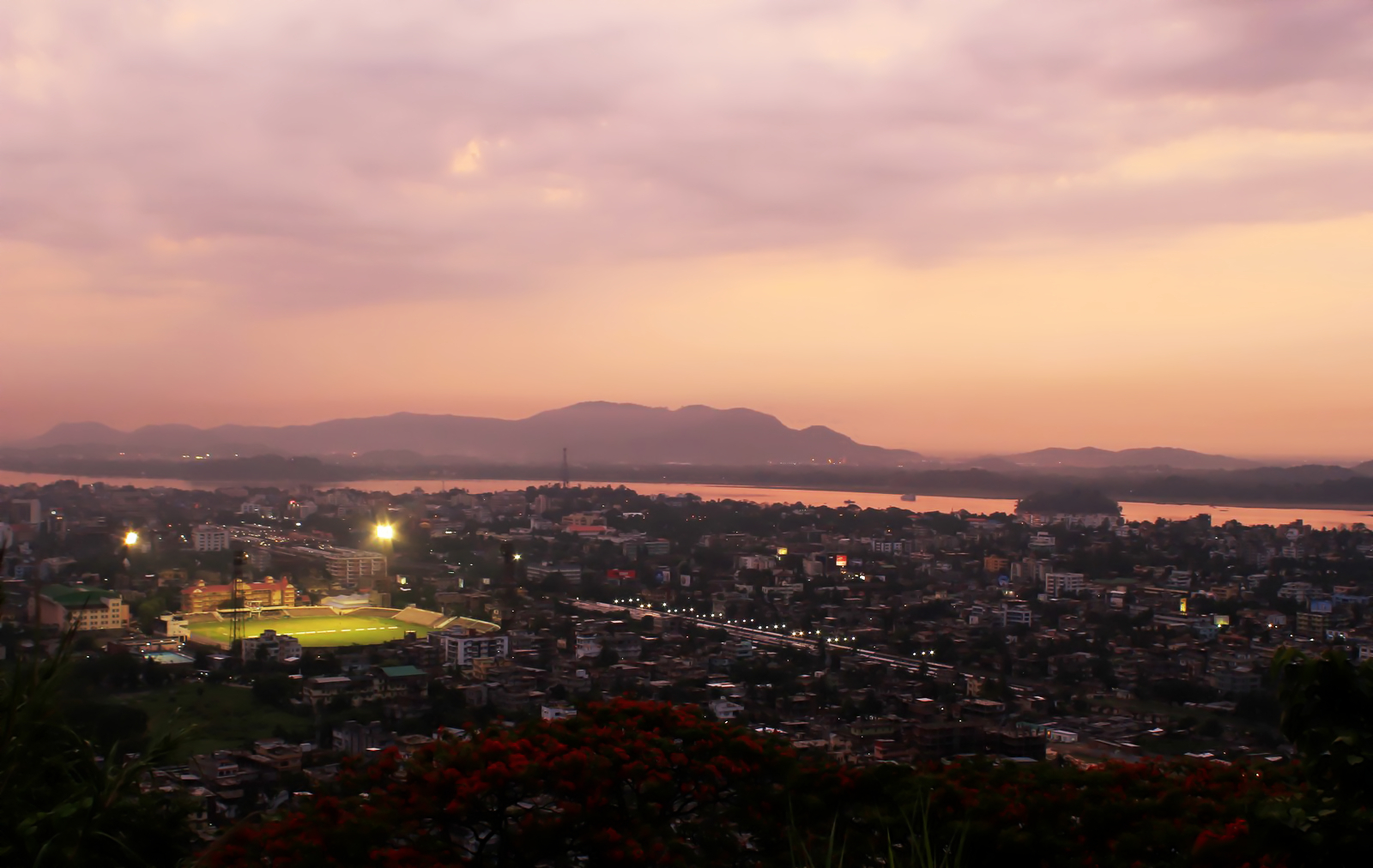
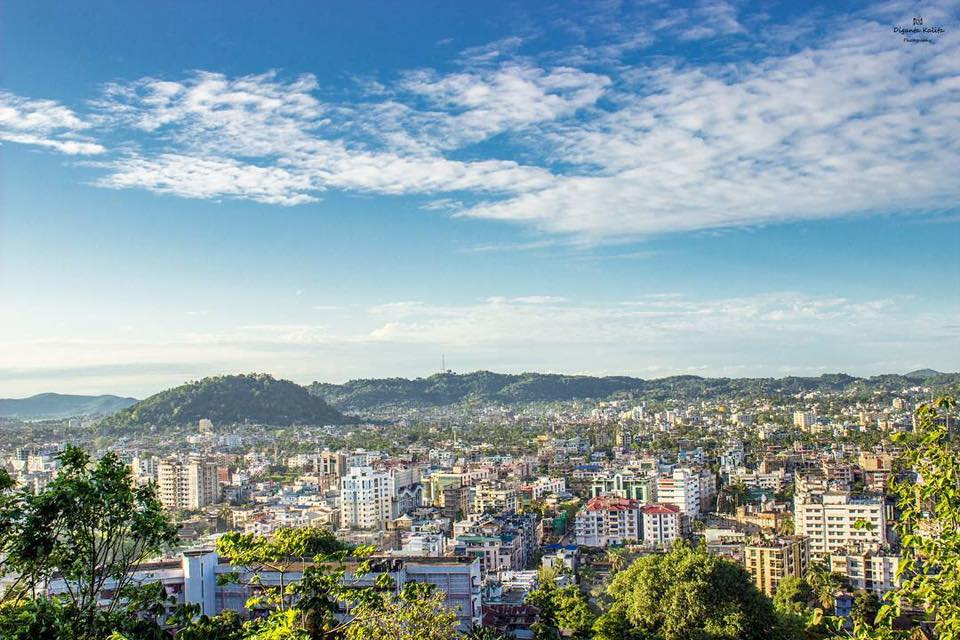
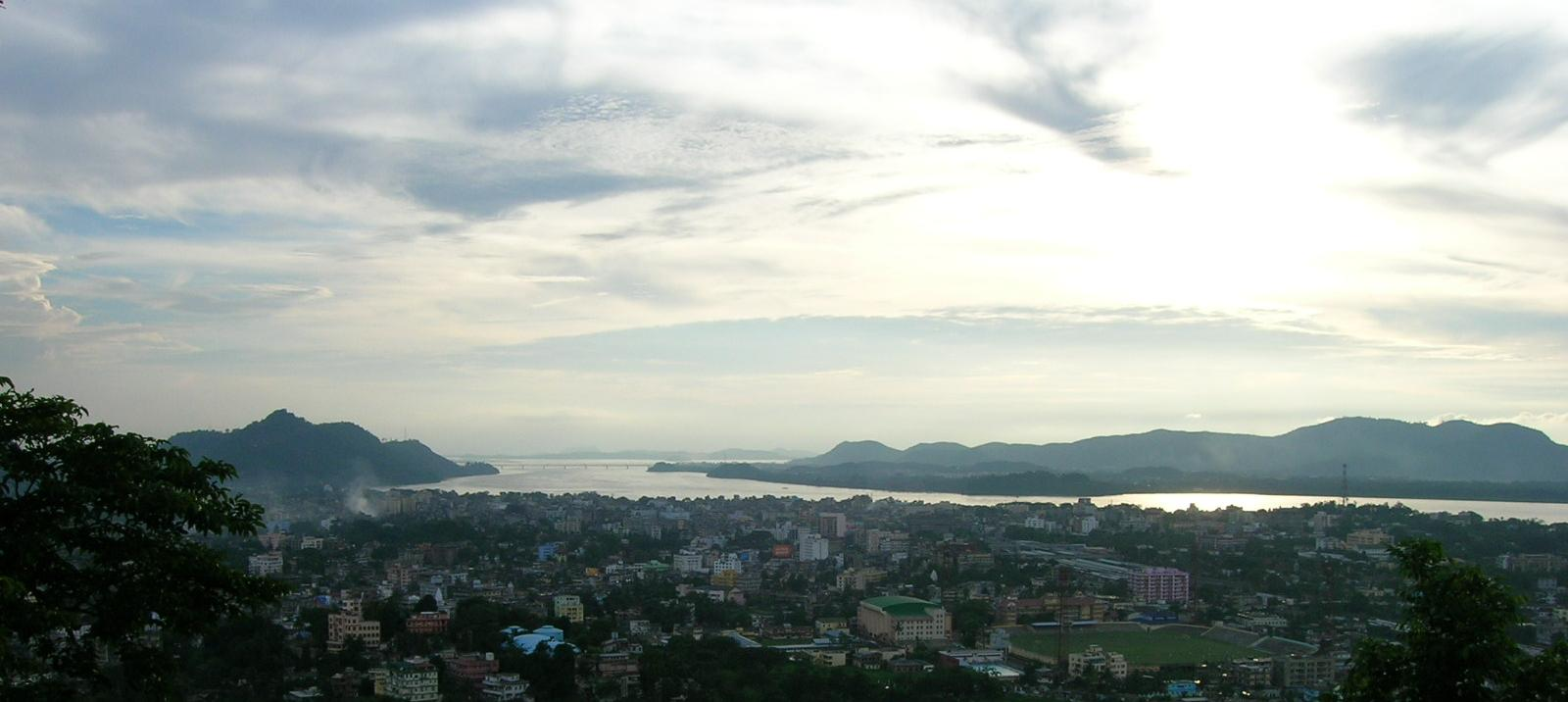
نمای رود براماپوترا از تپه‌های سارانیا
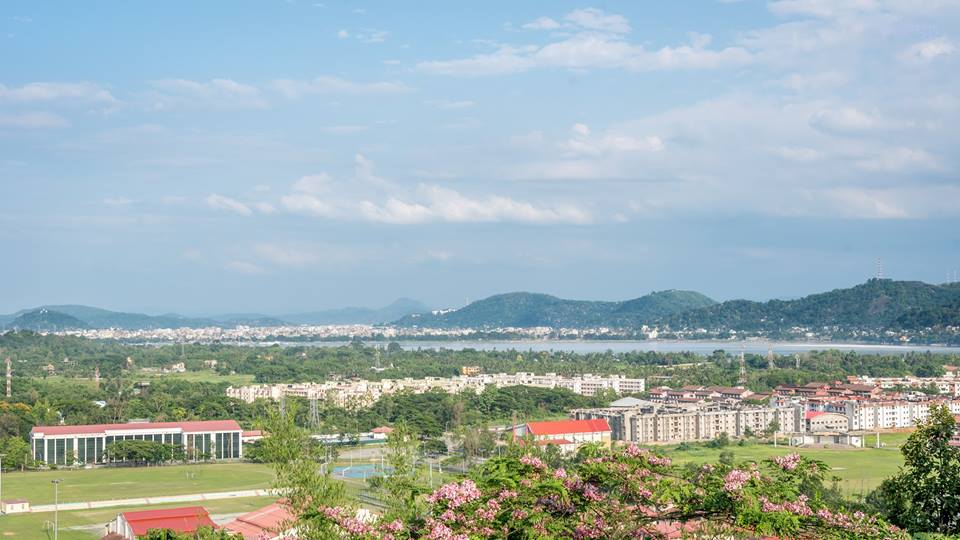
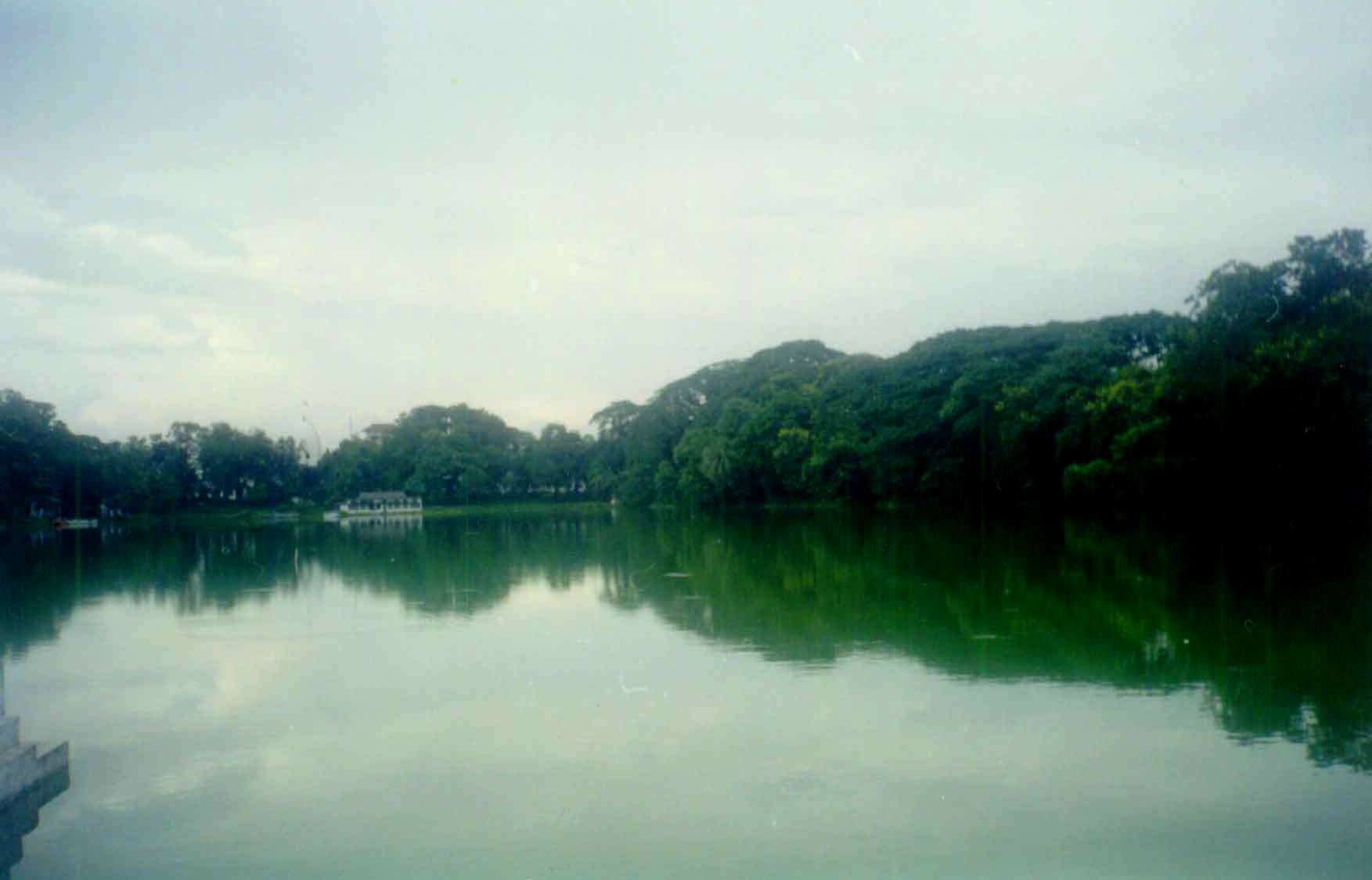
دریاچهٔ مصنوعی دیگولی‌پوکوری (Digholipukhuri)
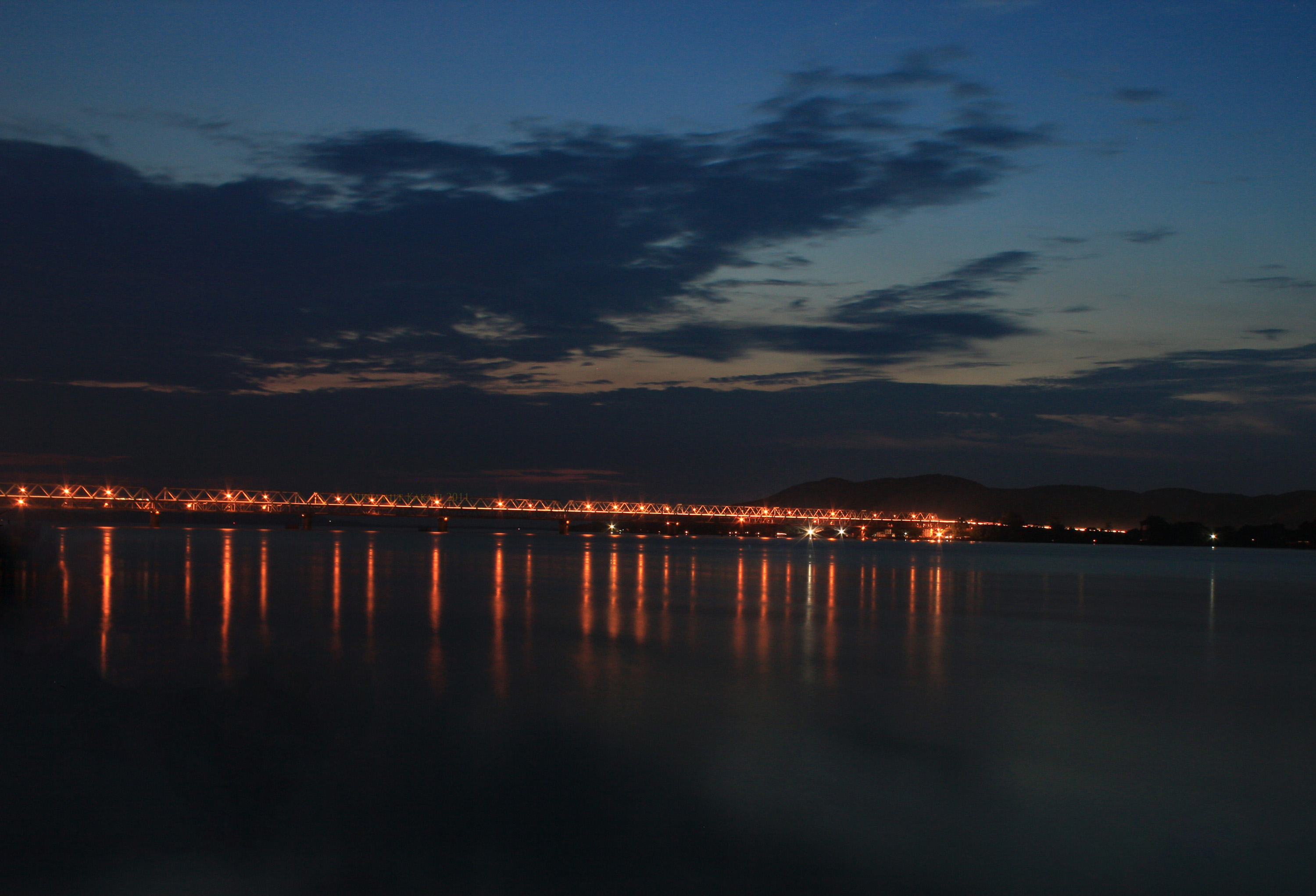
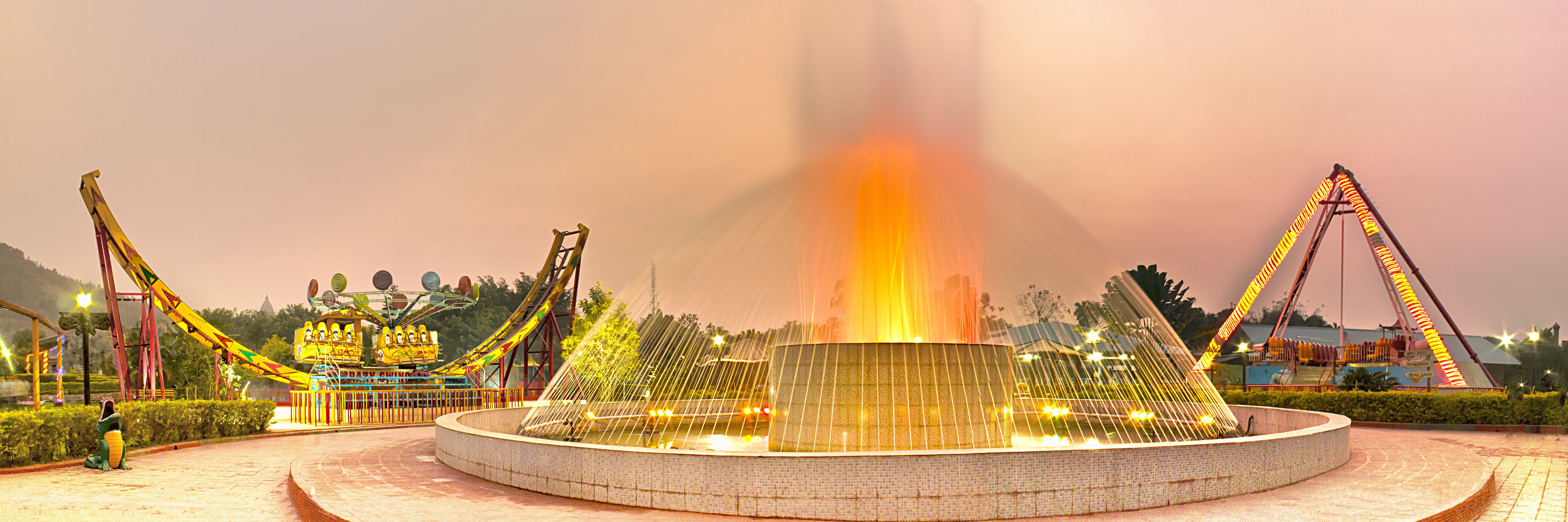
شهر بازی آکولاند (Accoland )
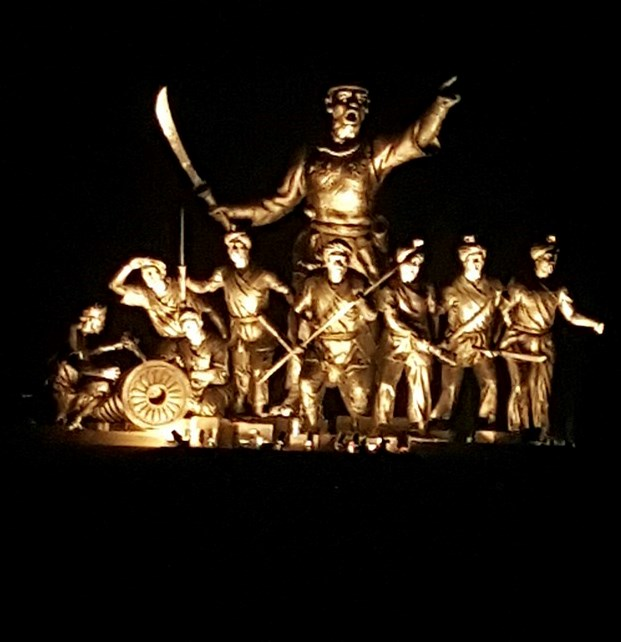
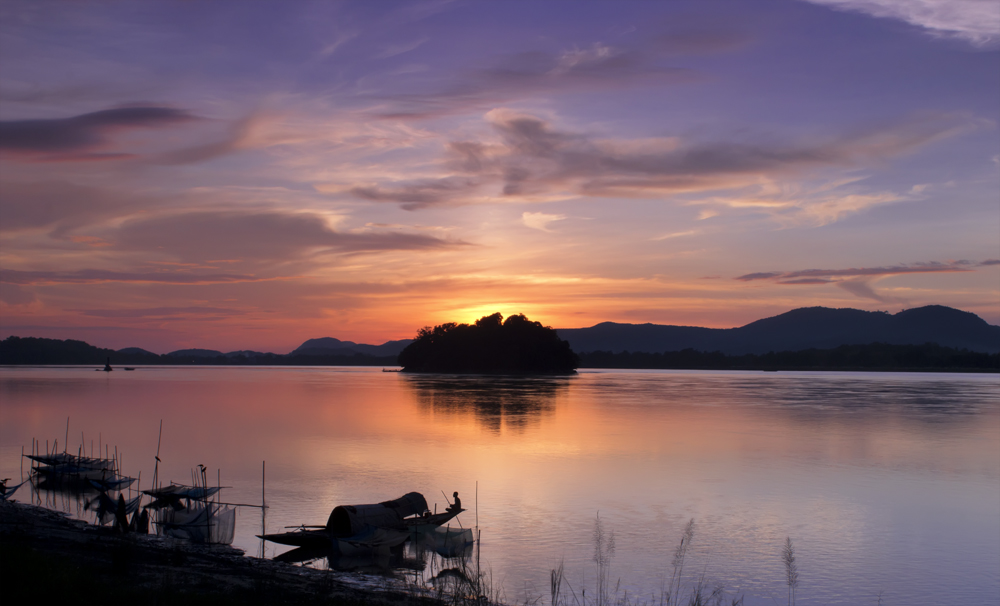
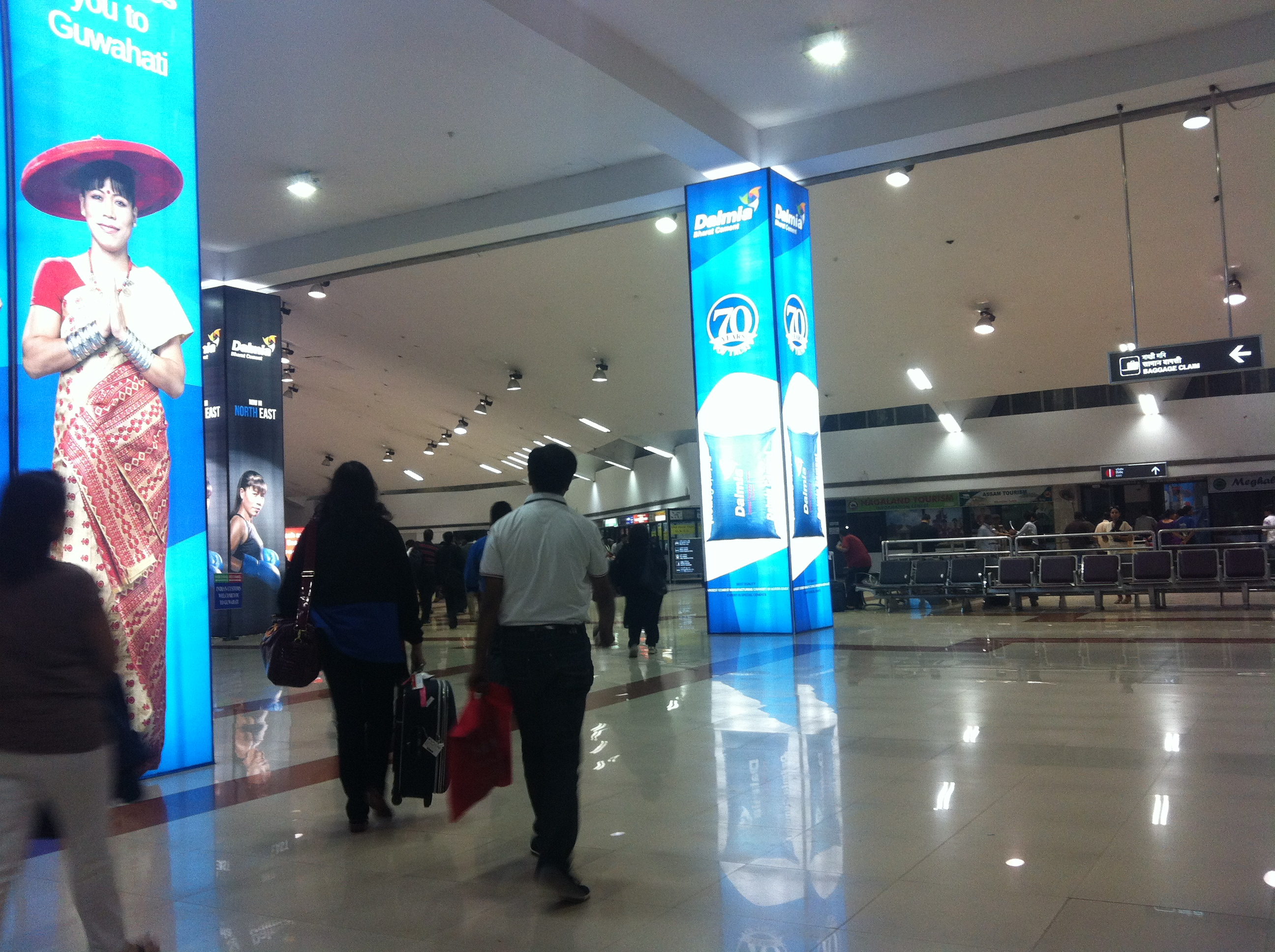
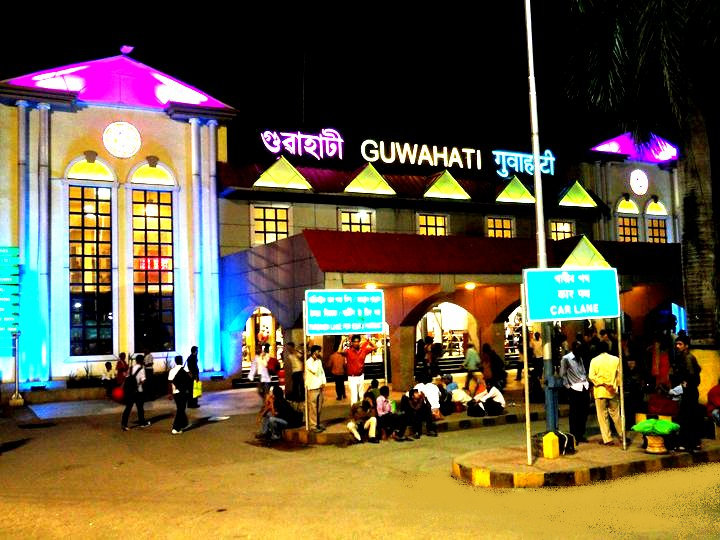
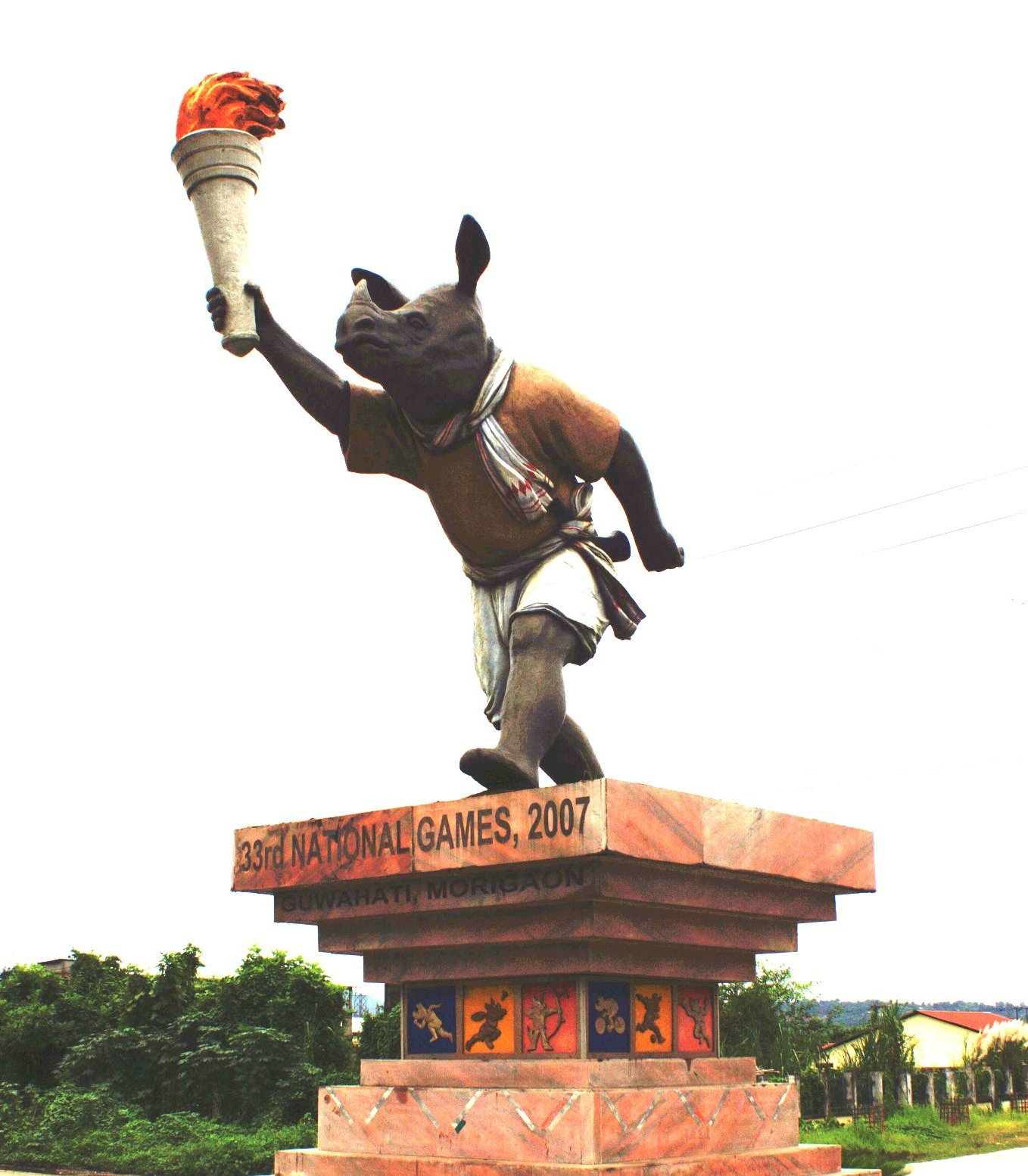

## آب و هوا
گوآهاتی دارای آب و هوای نیمه گرمسیری مرطوب است (طبقه‌بندی اقلیمی کوپن گوآ) در مقایسه با آب و هوای استوایی گرمسیری کمتر است درجه حرارت اقلیمی گوآهاتی متوسط دمای سالانه ۲۲٫۲ درجه سانتیگراد است و شدت آن از ۳۹٫۵ درجه سانتیگراد در ۲۴ آوریل ۲۰۱۴ تا ۲٫۰ درجه سانتی گراد در ژانویه سال ۱۹۶۴ ثبت شده است متوسط دمای سالانه ۲۲٫۲ درجه سانتیگراد است و درجه حرارت آن از ۳۹٫۵ درجه سانتیگراد است و در ۲۴ آوریل ۲۰۱۴ به ۲٫۰ ° سانتیرگراد ثبت شده در ژانویه۱۹۶۴.
| داده‌های اقلیم گوآهاتی (فرودگاه بین‌المللی گوپینات بوردولوی) ۱۹۷۱–۱۹۹۰           | داده‌های اقلیم گوآهاتی (فرودگاه بین‌المللی گوپینات بوردولوی) ۱۹۷۱–۱۹۹۰ | داده‌های اقلیم گوآهاتی (فرودگاه بین‌المللی گوپینات بوردولوی) ۱۹۷۱–۱۹۹۰ | داده‌های اقلیم گوآهاتی (فرودگاه بین‌المللی گوپینات بوردولوی) ۱۹۷۱–۱۹۹۰ | داده‌های اقلیم گوآهاتی (فرودگاه بین‌المللی گوپینات بوردولوی) ۱۹۷۱–۱۹۹۰ | داده‌های اقلیم گوآهاتی (فرودگاه بین‌المللی گوپینات بوردولوی) ۱۹۷۱–۱۹۹۰ | داده‌های اقلیم گوآهاتی (فرودگاه بین‌المللی گوپینات بوردولوی) ۱۹۷۱–۱۹۹۰ | داده‌های اقلیم گوآهاتی (فرودگاه بین‌المللی گوپینات بوردولوی) ۱۹۷۱–۱۹۹۰ | داده‌های اقلیم گوآهاتی (فرودگاه بین‌المللی گوپینات بوردولوی) ۱۹۷۱–۱۹۹۰ | داده‌های اقلیم گوآهاتی (فرودگاه بین‌المللی گوپینات بوردولوی) ۱۹۷۱–۱۹۹۰ | داده‌های اقلیم گوآهاتی (فرودگاه بین‌المللی گوپینات بوردولوی) ۱۹۷۱–۱۹۹۰ | داده‌های اقلیم گوآهاتی (فرودگاه بین‌المللی گوپینات بوردولوی) ۱۹۷۱–۱۹۹۰ | داده‌های اقلیم گوآهاتی (فرودگاه بین‌المللی گوپینات بوردولوی) ۱۹۷۱–۱۹۹۰ | داده‌های اقلیم گوآهاتی (فرودگاه بین‌المللی گوپینات بوردولوی) ۱۹۷۱–۱۹۹۰ |
| ماه                                                                            | ژانویه                                                               | فوریه                                                                | مارس                                                                 | آوریل                                                                | مه                                                                   | ژوئن                                                                 | ژوئیه                                                                | اوت                                                                  | سپتامبر                                                              | اکتبر                                                                | نوامبر                                                               | دسامبر                                                               | سال                                                                  |
| ------------------------------------------------------------------------------ | -------------------------------------------------------------------- | -------------------------------------------------------------------- | -------------------------------------------------------------------- | -------------------------------------------------------------------- | -------------------------------------------------------------------- | -------------------------------------------------------------------- | -------------------------------------------------------------------- | -------------------------------------------------------------------- | -------------------------------------------------------------------- | -------------------------------------------------------------------- | -------------------------------------------------------------------- | -------------------------------------------------------------------- | -------------------------------------------------------------------- |
| سابقهٔ بیش‌ترین °C (°F)                                                          | ۲۸٫۶ (۸۳)                                                            | ۳۳٫۷ (۹۳)                                                            | ۳۷٫۶ (۱۰۰)                                                           | ۳۸٫۹ (۱۰۲)                                                           | ۳۹٫۵ (۱۰۳)                                                           | ۳۸٫۵ (۱۰۱)                                                           | ۳۷٫۵ (۱۰۰)                                                           | ۳۸٫۰ (۱۰۰)                                                           | ۳۶٫۸ (۹۸)                                                            | ۳۶٫۰ (۹۷)                                                            | ۳۱٫۰ (۸۸)                                                            | ۳۰٫۱ (۸۶)                                                            | ۳۹٫۵ (۱۰۳)                                                           |
| میانگین بیش‌ترین °C (°F)                                                        | ۲۱٫۶ (۷۱)                                                            | ۲۵٫۱ (۷۷)                                                            | ۲۸٫۱ (۸۳)                                                            | ۲۹٫۷ (۸۵)                                                            | ۳۰٫۰ (۸۶)                                                            | ۳۱٫۹ (۸۹)                                                            | ۳۱٫۷ (۸۹)                                                            | ۳۲٫۱ (۹۰)                                                            | ۳۱٫۴ (۸۹)                                                            | ۳۰٫۲ (۸۶)                                                            | ۲۶٫۵ (۸۰)                                                            | ۲۳٫۴ (۷۴)                                                            | ۲۷٫۸ (۸۲)                                                            |
| میانگین روزانه °C (°F)                                                         | ۱۴٫۱ (۵۷)                                                            | ۱۸٫۰ (۶۴)                                                            | ۲۱٫۹ (۷۱)                                                            | ۲۵٫۳ (۷۸)                                                            | ۲۶٫۷ (۸۰)                                                            | ۲۸٫۴ (۸۳)                                                            | ۲۸٫۵ (۸۳)                                                            | ۲۸٫۸ (۸۴)                                                            | ۲۷٫۹ (۸۲)                                                            | ۲۵٫۰ (۷۷)                                                            | ۲۰٫۲ (۶۸)                                                            | ۱۶٫۱ (۶۱)                                                            | ۲۲٫۵ (۷۳)                                                            |
| میانگین کم‌ترین °C (°F)                                                         | ۸٫۵ (۴۷)                                                             | ۱۰٫۹ (۵۲)                                                            | ۱۵٫۷ (۶۰)                                                            | ۱۹٫۹ (۶۸)                                                            | ۲۲٫۴ (۷۲)                                                            | ۲۴٫۸ (۷۷)                                                            | ۲۵٫۳ (۷۸)                                                            | ۲۵٫۴ (۷۸)                                                            | ۲۴٫۴ (۷۶)                                                            | ۱۹٫۹ (۶۸)                                                            | ۱۴٫۸ (۵۹)                                                            | ۹٫۸ (۵۰)                                                             | ۱۵٫۲ (۵۹)                                                            |
| سابقهٔ کم‌ترین °C (°F)                                                           | ۲٫۰ (۳۶)                                                             | ۳٫۵ (۳۸)                                                             | ۸٫۵ (۴۷)                                                             | ۱۰٫۳ (۵۱)                                                            | ۱۴٫۴ (۵۸)                                                            | ۱۸٫۶ (۶۵)                                                            | ۱۸٫۹ (۶۶)                                                            | ۲۰٫۳ (۶۹)                                                            | ۱۹٫۹ (۶۸)                                                            | ۸٫۹ (۴۸)                                                             | ۴٫۰ (۳۹)                                                             | ۳٫۰ (۳۷)                                                             | ۲٫۰ (۳۶)                                                             |
| بارندگی میلی‌متر (اینچ)                                                         | ۱۲ (۰٫۴۷)                                                            | ۲۱ (۰٫۸۳)                                                            | ۶۲ (۲٫۴۴)                                                            | ۱۸۱ (۷٫۱۳)                                                           | ۲۷۰ (۱۰٫۶۳)                                                          | ۳۶۰ (۱۴٫۱۷)                                                          | ۳۲۵ (۱۲٫۸)                                                           | ۲۹۸ (۱۱٫۷۳)                                                          | ۲۳۴ (۹٫۲۱)                                                           | ۱۵۵ (۶٫۱)                                                            | ۲۵ (۰٫۹۸)                                                            | ۱۰ (۰٫۳۹)                                                            | ۲٬۰۵۴ (۸۰٫۸۷)                                                        |
| میانگین روزهای بارندگی (≥ ۱.۰ mm)                                              | ۱٫۴                                                                  | ۲٫۸                                                                  | ۵٫۲                                                                  | ۱۲٫۵                                                                 | ۱۵٫۱                                                                 | ۱۶٫۶                                                                 | ۲۰٫۰                                                                 | ۱۵٫۴                                                                 | ۱۳٫۳                                                                 | ۵٫۹                                                                  | ۲٫۲                                                                  | ۰٫۹                                                                  | ۱۱۱٫۳                                                                |
| درصد رطوبت                                                                     | ۷۹                                                                   | ۶۵                                                                   | ۵۷                                                                   | ۶۸                                                                   | ۷۵                                                                   | ۸۱                                                                   | ۸۳                                                                   | ۸۲                                                                   | ۸۳                                                                   | ۸۲                                                                   | ۸۲                                                                   | ۸۲                                                                   | ۷۷                                                                   |
| میانگین روزانه ساعت‌های تابش آفتاب                                              | ۲۲۵٫۵                                                                | ۲۱۳٫۸                                                                | ۲۲۰٫۱                                                                | ۲۰۰٫۶                                                                | ۱۹۱٫۱                                                                | ۱۳۳٫۱                                                                | ۱۲۳٫۷                                                                | ۱۶۱٫۶                                                                | ۱۳۹٫۰                                                                | ۲۰۵٫۸                                                                | ۲۳۰٫۹                                                                | ۲۳۱٫۷                                                                | ۲٬۲۷۶٫۹                                                              |
| منبع شماره ۱: NOAA                                                             |                                                                      |                                                                      |                                                                      |                                                                      |                                                                      |                                                                      |                                                                      |                                                                      |                                                                      |                                                                      |                                                                      |                                                                      |                                                                      |
| منبع شماره ۲: India Meteorological Department (record high and low up to 2010) |                                                                      |                                                                      |                                                                      |                                                                      |                                                                      |                                                                      |                                                                      |                                                                      |                                                                      |                                                                      |                                                                      |                                                                      |                                                                      |